# Women on Air
Women on Air ist eine offene Frauenredaktionsgruppe auf Radio Orange 94.0 in Wien, in Zusammenarbeit mit der Zeitschrift Frauensolidarität, die sich mit entwicklungspolitischen Themen unter besonderer Berücksichtigung des Wirkens von Frauen beschäftigt.

## Sendungen
Women on Air gestalten die entwicklungspolitische und interkulturelle Sendereihe Globale Dialoge. Seit 2005 ist sie jeden Dienstag von 13 bis 14 Uhr auf Orange 94.0 zu hören und kann auf dem Women-on-Air-Weblog jederzeit nachgehört werden. Ebenfalls von Women on Air wird die Morgensendung Schlau und schön aufwachen moderiert, die jeden 1. und 3. Donnerstag im Monat von 8 bis 9 Uhr zu empfangen ist.

## Themen und Schwerpunkte
Das Ziel von Women on Air ist, entwicklungspolitische Thematiken mit Gender-Perspektive im Radio zu präsentieren. In der wöchentlichen Sendereihe Globale Dialoge wird unter anderem über internationale Frauenbewegungen und feministischen/queeren Aktivismus berichtet, die globalisierte Arbeitswelt wird kritisch thematisiert und das Kulturschaffen von Frauen wird in den Mittelpunkt gerückt. Jedes Jahr gibt es ein Schwerpunktthema, zu dem mehrere Sendungen gestaltet werden. Ende des Jahres wird eine Audio-CD mit Kurzbeiträgen und einem Booklet zu dem jeweiligen Thema gestaltet.
Die Schwerpunktthemen der letzten Jahre:
- 2005: Kulturschaffen und Alltag von Frauen im globalen Süden
- 2006: Lateinamerika – Karibik – Europa
- 2007: Nord-Süd-Multimedial
- 2008: Literatur erzählt Kultur: Literaturschaffende Frauen aus aller Welt, unter anderem aus Osteuropa, Ozeanien, Afrika, Iran und Südkorea wurden vorgestellt und Auszüge aus ihren Werken präsentiert.
- 2009: Broadcasting Human Rights – Menschenrechte: Das UN-Jahr des Menschenrechtslernens sowie das 30-jährige Bestehen des Übereinkommens zur Beseitigung jeder Form der Diskriminierung der Frau (CEDAW) gaben den Anstoß für das Schwerpunktthema des Jahres 2009. Die CD Best of Broadcasting Human Rights wurde im Dezember 2009 im Rahmen einer Podiumsdiskussion und Filmpräsentation (Natasha) zum Thema Pendelbettlerinnen vorgestellt.
- 2010: Female Culture Works – Partizipative Kunst- und Kulturarbeit: Im Europäischen Jahr zur Bekämpfung von Armut und sozialer Ausgrenzung 2010 wurde in der wöchentlich ausgestrahlten Sendereihe das Spektrum der partizipativen Kunst- und Kulturarbeit von Frauen thematisiert.
- 2011: Globale Arbeitswelten: Arbeitsrechte und den Arbeitsbedingungen von Frauen insbesondere in der informellen Wirtschaft.
- 2012: Gutes Leben für Alle: Zusammenhänge zwischen Ernährung, Agrarpolitik, Klimawandel und Frauenrechten.
- 2013: Migration und Entwicklung: Information über Auslöser von Migration wie Hunger, Armut und Krieg, Migrations- und Integrationspolitik, Frauenhandel, u.v.m. informiert.
- 2014: Fair Wirtschaften: Im Rahmen des Schwerpunktthemas wird sich die Radiogruppe Women on Air mit theoretischen Ansätzen der feministischen Ökonomie, der Verteilung von bezahlter und unbezahlter Arbeit, Care-Arbeit sowie Arbeitswelten und Arbeitsrechten von Frauen im Allgemeinen auseinandersetzen.
- 2015: #Beijing+20 #EYD2015 #womenonair10: 2015 feiert die Radiogruppe ihren 10. Geburtstag. Inhaltlich widmen sie sich dem 20-jährigen Jubiläum der letzten UN-Weltfrauenkonferenz in Beijing (China) 1995. Welche Forderungen der Aktionsplattform von Beijing 1995 umgesetzt wurden? Was sind die heutigen Herausforderungen? Was tun Frauen weltweit, um wirtschaftliche, soziale und kulturelle Herausforderungen zu bewältigen?

## Organisation
Die Sendereihe Globale Dialoge wird von der offenen Redaktionsgruppe Women on Air, die aus Frauen verschiedenen Alters und Herkunft besteht, gestaltet. Motiviert von der Idee die Frauenpräsenz im Radio zu fördern, soll damit die direkte gesellschaftspolitische Intervention von Frauen im öffentlichen Raum gestärkt werden. Um diese zu ermutigen, kann sich jede interessierte Frau aktiv an dieser Arbeit beteiligen, an den regelmäßig stattfindenden Workshops teilnehmen und selbst Sendungen gestalten. Bei der Realisierung einer vorproduzierten Sendung bzw. einer Live-Sendung gibt es meistens keine gruppeninterne Arbeitsteilung, also ist jede Mitarbeiterin für Interviews, Moderation, Schnitt etc. mitverantwortlich.
Workshops
- für Neueinsteigerinnen: Grundlagen der Radioarbeit werden vermittelt
- zur inhaltlichen Ausrichtung des jährlich wechselnden Schwerpunktthemas
- zum Thema inhaltliche und technische Sendungsgestaltung

Die Workshops zur „Fort- und Weiterbildung in der qualitativen Radioarbeit und in den neuen Kommunikationstechnologien“ finden regelmäßig statt und sind kostenlos. Women on Air wird von unterschiedlichen Institutionen gefördert. Von den Einnahmen werden einerseits die Workshops finanziert und die Projektleiterin bezahlt.

## Auszeichnungen
Die Sendereihe Globale Dialoge ist bereits mehrfach mit Medienpreisen ausgezeichnet worden:
- 2006: Radiopreis der Erwachsenenbildung (Sparte: Information) für die Sendung Westsahara – der vergessene Konflikt.
- 2007: Radiopreis der Erwachsenenbildung (Sparte: Kultur) für die Sendung Anacaona – eine Fußnote der kubanischen Musikgeschichte.
- 2008: Radiopreis der Erwachsenenbildung (Sparte: Kultur) für die Sendung Medea hinter Gittern. Ein Häfntheater.
- 2011: Alternativer Medienpreis der Nürnberger Medienakademie für die Sendung Autonomie oder Prostitution. Die Zeitehe im Iran. Ein Interview mit Sudabeh Mortezai.
- 2015: Herta Pammer Förderpreis für Medien für die Jahres-CD 2014 zum Thema Fair Wirtschaften[4]